# Enoch Adegoke
Enoch Olaoluwa Adegoke (Igbeti, 8 marzo 2000) è un velocista nigeriano.

## Record nazionali
Seniores
- Staffetta 4×200 metri: 1'22"08 ( Yokohama, 12 maggio 2019) (Jerry Jakpa, Enoch Adegoke, Ogho-Oghene Egwero, Emmanuel Arowolo)[2]

## Palmarès
| Anno | Manifestazione          | Sede       | Evento      | Risultato  | Prestazione | Note                  |
| ---- | ----------------------- | ---------- | ----------- | ---------- | ----------- | --------------------- |
| 2017 | Mondiali under 18       | Nairobi    | 100 m piani | Batteria   | dns         |                       |
| 2018 | Giochi del Commonwealth | Gold Coast | 100 m piani | 7º         | 10"35       |                       |
| 2018 | Giochi del Commonwealth | Gold Coast | 4×100 m     | Finale     | dq          |                       |
| 2018 | Mondiali under 18       | Tampere    | 100 m piani | Batteria   | dns         |                       |
| 2018 | Campionati africani     | Asaba      | 100 m piani | Semifinale | 10"68       |                       |
| 2018 | Campionati africani     | Asaba      | 4×100 m     | Argento    | 38"74       | [ 3 ]                 |
| 2019 | Campionati africani U20 | Abidjan    | 100 m piani | Oro        | 10"29       | Record dei campionati |
| 2019 | Campionati africani U20 | Abidjan    | 200 m piani | 4º         | 21"07       |                       |
| 2019 | World Relays            | Yokohama   | 4×100 m     | Batteria   | dq          |                       |
| 2019 | World Relays            | Yokohama   | 4×200 m     | Finale     | dq          |                       |
| 2019 | Mondiali                | Doha       | 4×100 m     | Batteria   | dq          |                       |
| 2021 | Giochi olimpici         | Tokyo      | 100 m piani | Finale     | dnf         |                       |